# Dumbrăvița, Mehedinți
Dumbrăvița este un sat în comuna Husnicioara din județul Mehedinți, Oltenia, România.